# Johann Friedrich Penther

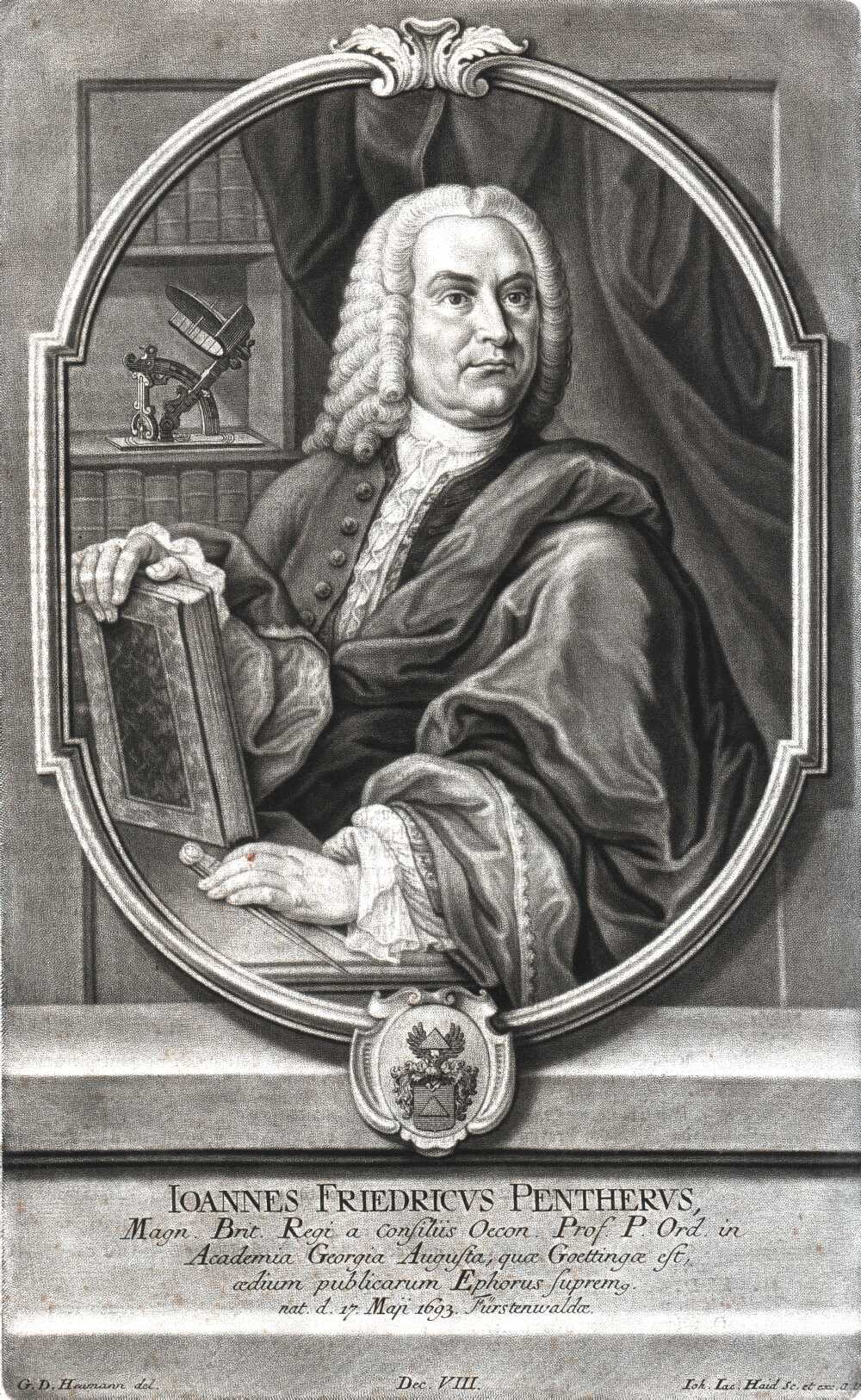
Johann Friedrich Penther (Mezzitinto-Porträt von Johann Jakob Haid nach einer Zeichnung von Georg Daniel Heumann, 1749 veröffentlicht)

Johann Friedrich Penther (* 17. Mai 1693 in Fürstenwalde; † 17. September 1749 in Göttingen) war ein deutscher Mathematiker, Ökonom, Universitätsprofessor, Baumeister, Architekturtheoretiker und Fachbuchautor. Penther zählt zu den „maßgebenden Architekturtheoretikern der ersten Hälfte des 18. Jahrhunderts“ (Hans Reuther).

## Leben und Wirken
Johann Friedrich Penther war ein Sohn des Ratsherrn Johann Zacharias Penther und der Christiana Helena Sophia Reuss. 1694 übersiedelten die Eltern nach Seelow, wo der Vater Bürgermeister und Akziseeinnehmer wurde. Der Sohn besuchte nach Schulen in Seelow, Fürstenwalde und Lübben, 1713–1714 die Ritterakademie in Liegnitz in Niederschlesien und studierte dann bis 1717 Mathematik in Frankfurt an der Oder; anschließend unterrichtete er 1717–1720 als Hofmeister den Grafen Friedrich Wilhelm von Haugwitz, mit dem er 1719 nach Dresden reiste.
Ab 1720 war Penther in den Diensten der Grafen zu Stolberg tätig, zunächst auf Schloss Stolberg als Mathematiklehrer der Grafensöhne und hatte den Rang eines Bergsekretärs inne, später als Kammer- und Bergrat. Im Jahre 1724 erarbeitete er eine Karte der Stadt Stolberg und ein Verzeichnis der Grundstücke, Besitzer und Bewohner. 1727–1729 begleitete er einen der Grafensöhne, den kaiserlichen Hauptmann Gottlob Friedrich Graf von Stolberg-Stolberg (1706–1737), in Kriegsdiensten nach Schlesien und Ungarn, wo er währenddessen Bergwerke inspizierte. Auf der Rückreise unternahm er Architekturstudien u. a. in Budapest und Wien. 1730 erfolgte Penthers Ernennung zum Bergrat. Offenbar erhielt er in dieser Funktion auch die Aufsicht über die gräflich-stolberg‘schen Gebäude. Aus der Stolberger Zeit (und darüber hinaus) stammen zwei von ihm entworfene Kirchen in Straßberg und Schwenda im Südharz, wobei die 1736 bis 1738 erbaute Rundkirche St. Cyriaki und Nicolai in Schwenda nach dem Vorbild der Dresdner Frauenkirche im Auftrag der Stolberger Grafen entstand.

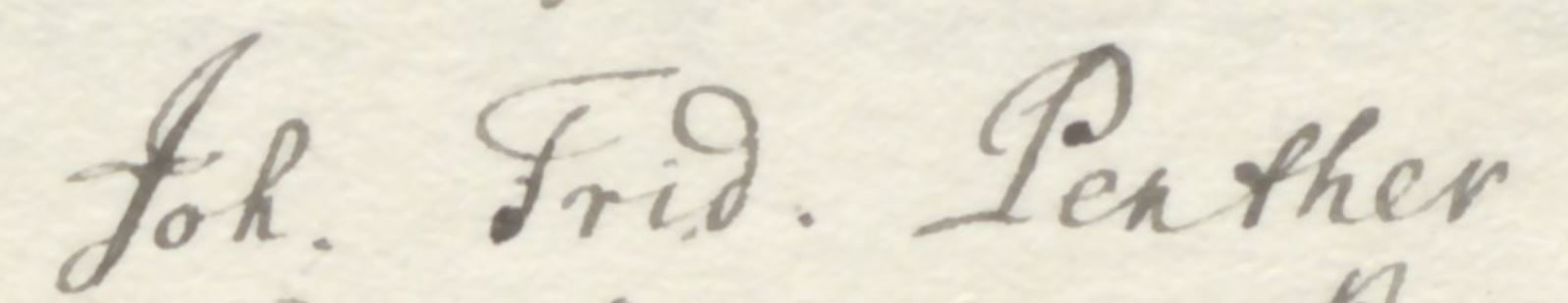
Signatur von Johann Friedrich Penther (aus einem Stammbuch, 1746)

Auf Vorschlag von Heinrich Ernst zu Stolberg-Wernigerode wurde Penther 1736 an die 1734 neu gegründete und 1737 eingeweihte Georg-August-Universität Göttingen berufen. Mit der Berufung im August 1736 war der Titel „Öffentlicher Lehrer der Haushaltungs-Kunst zu Göttingen und zugleich Königlich-Groß-Britannischer und Churfürstlich-Braunschweig-Lüneburgischer Rath“ verbunden. Am 17. Dezember 1736 traf er in Göttingen ein und begann mit Vorlesungen. Sein künftiges Vorlesungsprogramm veröffentlichte er sogleich noch 1736. Im November 1737 bestellte die Universität ihn zum ordentlichen Professor, zudem wurde ihm die Verwaltung der akademischen Gebäude übertragen. Seine Vorlesungsfächer waren bis zu seinem Tod praktische Geometrie (Feldmeßkunst), angewandte Arithmetik, Geometrie, Mechanik sowie Zivil- und Militärarchitektur.
1743 erhielt er Sitz und Stimme in der Philosophischen Fakultät. 1747/48 übte er das Amt des Prorektors aus. 1747 entstand in der Reihe der Göttinger Professoren-Gemälde ein Porträt Penthers von dem Maler Franz Reibenstein.
Johann Friedrich Penther galt als bedeutende Kapazität seiner Lehrfächer. In einer Universitätsbeschreibung des Göttinger Rechtsprofessors Johann Christian Claproth von 1748 heißt es: „Der Herr Rath und Professor, Penther, dessen practische Wissenschaft in der Mathematik seine nützlichen Schriften, als da sind die Praxis Geometria mit der Zugabe, die Gnomonica, das Collegium Architectonum, vom Bauanschlage, ingleichen die Anleitung zur bürgerlichen Baukunst in dreyen Theilen, an den Tag legen, beschäftiget sich mit allen Theilen der practischen Mathematik auf die nützlichste und rühmlichste Art. Ich muß bekennen, daß ich auf den deutschen Universitäten, so ich besuchet, eine so herrliche Gelegenheit nicht gefunden habe, dasjenige, was von der gemeinen Mathematik im Leben nützlich ist, zu lernen, als in Göttingen. Er lehret seinen Zuhörern nicht nur, einen schönen Riß zu machen, sondern er übet sie auch in Anschlägen, Angaben von Gebäuden, Mechanischen Werken, Fortificationen u.s.w. Kurtz was man sonst ausser der Academie bei geschickten Meistern mit schwehren Kosten privatissime erlernet, das ist bey ihm die ordentliche Anweisung für ein sehr geringes honorarium. Er lieset über die Arithmetik, Geometrie, Mechanic, Hydraulic, Hydrostatic, Civil= und Militair=Baukunst und übrige Theile der Mathesos applicatae.“
Penthers 1732 erstmals (und bis 1788 in acht Auflagen) erschienene Praxis geometriae ist eines der wichtigsten deutschsprachigen Lehrwerke zum Vermessungswesen im 18. Jahrhundert. Sie ist reich bebildert und behandelt umfassend geometrisches Zeichnen, die Erstellung von Landkarten und die Berechnung geometrischer Instrumente. Das von Penther selbst entworfene Frontispiz zeigt den thronenden Kaiser Justinian I., der sich durch Zitate aus seinem Codex Iustinianus als Förderer der Geometrie ausweist.
1733 verfasste Penther ein Werk zur Konstruktion und Anwendung von Sonnenuhren Gnomonica Fundamentalis mit 15 Kupferstichen.

### Penther als Architekturtheoretiker
Unter Johann Friedrich Penthers weiteren Fachbüchern sind die Werke zur Architekturtheorie weit verbreitet gewesen, namentlich als Hauptwerk seine vier Bände Ausführliche Anweisung zur Bürgerlichen Bau-Kunst (1744–1748), deren Band 1 ein frühes Architekturlexikon enthält. Das Gesamtwerk war ursprünglich auf acht Bände angelegt. Das Lehrbuch wird in der Baugeschichte als „didaktisch sicherlich gelungen“ beurteilt und als „ein für seine Zeit verständliches und auch recht gründliches Lehrbuch mit dem notwendigen Praxisbezug“. Der erste Biograph Penthers Hans Reuther bemerkte an Penthers Architekturbüchern, dass darin „die Betonung der Mathematik und Geometrie immer wieder aufklingt“, was seine eigene wissenschaftliche Herkunft spiegelt. Trotz der umfangreichen architekturtheoretischen Schriften Penthers soll nach seinem Tod an der Universität „keine große Meinung“ geherrscht haben. In der Architekturgeschichte wird Penthers Werk rückblickend ebenfalls auch kritisch beurteilt: „Penther war weder ein genialer Baumeister noch ein weitgereister Baukundiger und hatte innerhalb der Universität nur ein bescheidenes Renommé als Praktiker.“ Im Bereich der Architekturtheorie habe er zwar die Darstellung der Säulenproportionen „durchaus eigenständig“ diskutiert, doch würde man in seinen Entwürfen im Lehrbuch „einen gewissen Mangel an eigenständiger Schöpferkraft Penthers als Architekt“ erkennen. Auch seien seine Ausführungen zur Baugattungslehre „wohl kaum [Ergebnis] ausgefeilter Reflexion, sondern der pragmatischen Verwendung bequem erreichbarer Vorlagen zu verdanken.“
Sehr bekannt geworden ist auch Penthers Buch Bau-Anschlag (ab 1743 in mehreren Auflagen), das erstmals die Erstellung umfassender, detaillierter und präziser Kostenvoranschläge zur Bedingung aller Bauvorhaben machte.

## Privates
Johann Friedrich Penther war seit 1732 verheiratet mit Christiana Helena Sophia Reuss (* ca. 1704, † nach 1785) und hatte mit ihr drei Kinder. Ein Sohn hatte Mathematik studiert und wurde zunächst Feldmesser. Es wird vermutet, dass dieser Sohn der später ab 1771 am Collegium Carolinum zu Braunschweig lehrende Professor Friedrich Heinrich August Penther war.
Penther konnte das Werk der Bürgerlichen Bau-Kunst nicht vollenden und starb nur 56-jährig 1749 in Göttingen. Zu seiner Beisetzung erschien eine vom Prorektor der Universität Ludwig Martin Kahle in Latein verfasste Leichenpredigt. In Penthers nach seinem Tod aufgenommenem Nachlassinventar sind neben einer reich ausgestatteten Bibliothek auch 19 Modelle von Maschinen und Bauwerken (Mahlmühlen, Palais, Gartenhaus, Festung) sowie eine Camera obscura, ein „magnetischer Globus“ und wissenschaftliche Geräte dokumentiert.
1743/44 erwarb das Ehepaar Penther in Göttingen wegen des bevorstehenden Hauskaufs das Göttinger Bürgerrecht, das ihnen als Fremden verehrt (geschenkt) wurde. Das im April 1744 erworbene Kothhaus in der heutigen Lange-Geismar Straße verkaufte seine Witwe 35 Jahre nach Penthers Tod 1784. Von der Witwe hieß es im März 1785, dass sie sich „außer Landes begeben“ wolle.

## Bauten
- 1732–1734: Evangelische St. Christophorus-Kirche in Straßberg[30]
- 1736–1737: Evangelische Kirche St. Cyriaki und Nicolai Kirche in Schwenda[31]
- 1737: Ehrenpforte zur Universitätseinweihung in Göttingen für den englischen König Georg II, zugleich Georg August, Kurfürst von Braunschweig-Lüneburg (nicht ausgeführter Entwurf)[32][33][3][34][35]
- 1738: Gnomonischer Aufsatz mit 12 Sonnenuhren für den Lustgarten Wernigerode (jetzt aufgestellt in Wolfenbüttel)[36]
- 1748: Universitäts-Ehrenpforte für den Besuch von König Georg II. in Göttingen am 1. August 1748[28]

## Schriften
(Druckschriften von und über Johann Friedrich Penther im VD 18.)
- Praxis geometriae: Worinnen nicht nur Alle bey dem Feld-messen vorkommende Fälle, mit Stäben, dem Astrolabio, der Boussole und der Mensul, in Ausmessung eintzeler Linien, Flächen und gantzer Revier, Welche, Wenn deren etliche angräntzende zusammen genommen, eine Land-Carte ausmachen, Auf ebenen Boden und Gebürgen, Wie auch Die Abnehmung derer Höhen und Wasser-Fälle : Nebst beygefügten practischen Hand-Griffen, deutlich erörtert; Sondern auch Eine gute Ausarbeitung der kleinesten Risse biß zum größten, mit ihren Neben-Zierathen, treulich communiciret werden. Wolff, Augsburg 1732. (Digitalisat auf opendata.uni-halle.de, abgerufen am 1. Mai 2023.)
- Gnomonica fundamentalis & mechanica worinnen gewiesen wird, wie man (...) Sonnen-Uhren regulaire, irregulaire (...) verfertigen solle. Wozu noch eine neue Invention einer Universal-Sonnen-Uhr kommt, welche ohne Magnet-Nadel zu stellen. Wolf, Augsburg 1733. (Digitalisat der Auflage von 1746 auf digitale-sammlungen.de, abgerufen am 30. April 2023.)
- Programma Von der Mathesi Thavmatvrgia. Worin er zugleich seine künfftige Lectiones Academicas bekandt macht. Vandenhoeck, Göttingen 1736. (Digitalisat auf digitale-sammlungen.de, abgerufen am 30. April 2023)
- Mathesin In Vita Hvmana Necessariam. Ostendit Simvlqve Lectiones Svas Mathematicas Easqve Aestivas. Vandenhoeck, Göttingen 1737. (Digitalisat auf digitale-sammlungen.de, abgerufen am 30., April 2023)
- Collegivm Architectonicvm oder Anleitung zur Civil-Bau-Kunst, Welche er bereits in seinen Collegiis architectonicis zum Grunde geleget, und fernerhin darzu gebrauchen wird. Vandenhoeck, Göttingen 1738. (Digitalisat der Auflage von 1749 auf digital.staatsbibliothek-berlin.de, abgerufen am 30. April 2023)
- Bau-Anschlag oder richtige Anweisung In zweyen Beyspielen, als bey einem gemeinen hölzernen und bey einem ansehnlichen steinernen Hause: Wie alle Bau-Materialien, deren Kosten, (...) nebst verschiedenen Bau-Anmerkungen, zum Nutzen derer, so mit eigenen Bau-Sachen zu thun haben. Johann Andreas Pfeffel, Augsburg 1743, 1753, 1765. (Digitalisat der 3. Auflage von 1765 auf digitale-sammlungen.de, abgerufen am 30. April 2023)
- Ausführliche Anweisung zur Bürgerlichen Bau-Kunst. Johann August Pfeffel, Augsburg 1744–1748, 4 Bände (Digitalisate auf digi.ub.uni-heidelberg.de, abgerufen am 25. Februar 2025)
  - Band 1: Enthaltend ein Lexicon Architectonicum oder Erklärungen der üblichsten Deutschen, Französischen, Italiänischen Kunst-Wörter der Bürgerlichen Bau-Kunst (...). Johann Andreas Pfeffel, Augsburg 1744.
  - Band 2: Worin durch zwantzig Beyspiele gewiesen, wie die Erfindungen von allerhand Wohn-Gebäuden aus Stein und Holtz (...). Johann Andreas Pfeffel, Augsburg 1745.
  - Band 3: Worin von richtiger Kennung, genauer Einsicht, leichter Zeichnung, und endlich von sicherer Anwendung der Säulen-Ordnungen, und ihren Bey-Stücken, gehandelt wird. Johann Andreas Pfeffel, Augsburg 1746.
  - Band 4: Worin von publiquen weltlichen Gebäuden, als von Fürstlichen Residenz-Schlössern samt darzu gehörigen Neben-Gebäuden. Johann Andreas Pfeffel, Augsburg 1748.

## Archivalien
- Personalakte im Universitätsarchiv Göttingen[38]